# Хюльгюзи (озеро)
Хюльгюзи — пресное озеро карстово-ледникового происхождения на северо-востоке Волосовского района Ленинградской области. Единственное озеро на территории бывшего Губаницкого сельского поселения.
Расположено в 35 км по прямой к юго-западу от Санкт-Петербурга, в небольшом замкнутом понижении с извилистой формой вытянутой в направлении северо-запад—юго-восток. Из-за карстовых пустот вблизи озера оно иногда достаточно резко меняет свои очертания. Длина озера может достигать 1,3 км, ширина — до 170 м. Подпитывается преимущественно за счёт атмосферных осадков, бесснежные тёплые зимы могут вызывать сильное обмеление и заболачивание озера. В северной части водоёма есть пересыхающий родник.
Озеро имеет благоприятный термический режим, купальный сезон длится 35—50 дней в году, но малые размеры и низкая предрасположенность к самоочистке ограничивают потенциал использование водоёма в рекреации. В целом состояние озера неудовлетворительное — берега замусорены, вода загрязнена.
Вблизи озера находится урочище Хюльгузи с развалинами бывшей одноимённой деревни.